# Erreur du psychologue
L'erreur du psychologue est une erreur langagière qui se produit lorsqu'un observateur suppose que son expérience subjective reflète la nature réelle d'un événement. Le sophisme a été nommé par William James au XIXe siècle :

« Le grand piège du psychologue est la confusion de son propre point de vue avec celui du fait mental sur lequel il fait son rapport. C'est ce que j'appellerai ci-après l' "erreur du psychologue" . »

## Autre énoncé de l'erreur
Certaines sources incluent dans l'erreur deux personnes – l'observateur et l'observé – plutôt qu'un observateur et d'un fait. Par exemple :

« L'erreur du psychologue, à laquelle le psychologue est particulièrement exposé, consiste à lire dans l'esprit qu'il examine ce qui est vrai du sien ; en particulier, de lire dans les esprits inférieurs ce qui est vrai des esprits supérieurs. »

Ainsi formulée, l'erreur est décrite comme une forme spécifique du stéréotype de la similarité à soi-même : ce qui est inconnu d'une autre personne est induit à partir des connaissances que l'observateur a de lui-même. Un tel biais conduit l'observateur à présupposer la présence de connaissances ou compétences, ou leur absence, chez  une autre personne.